# 삶기

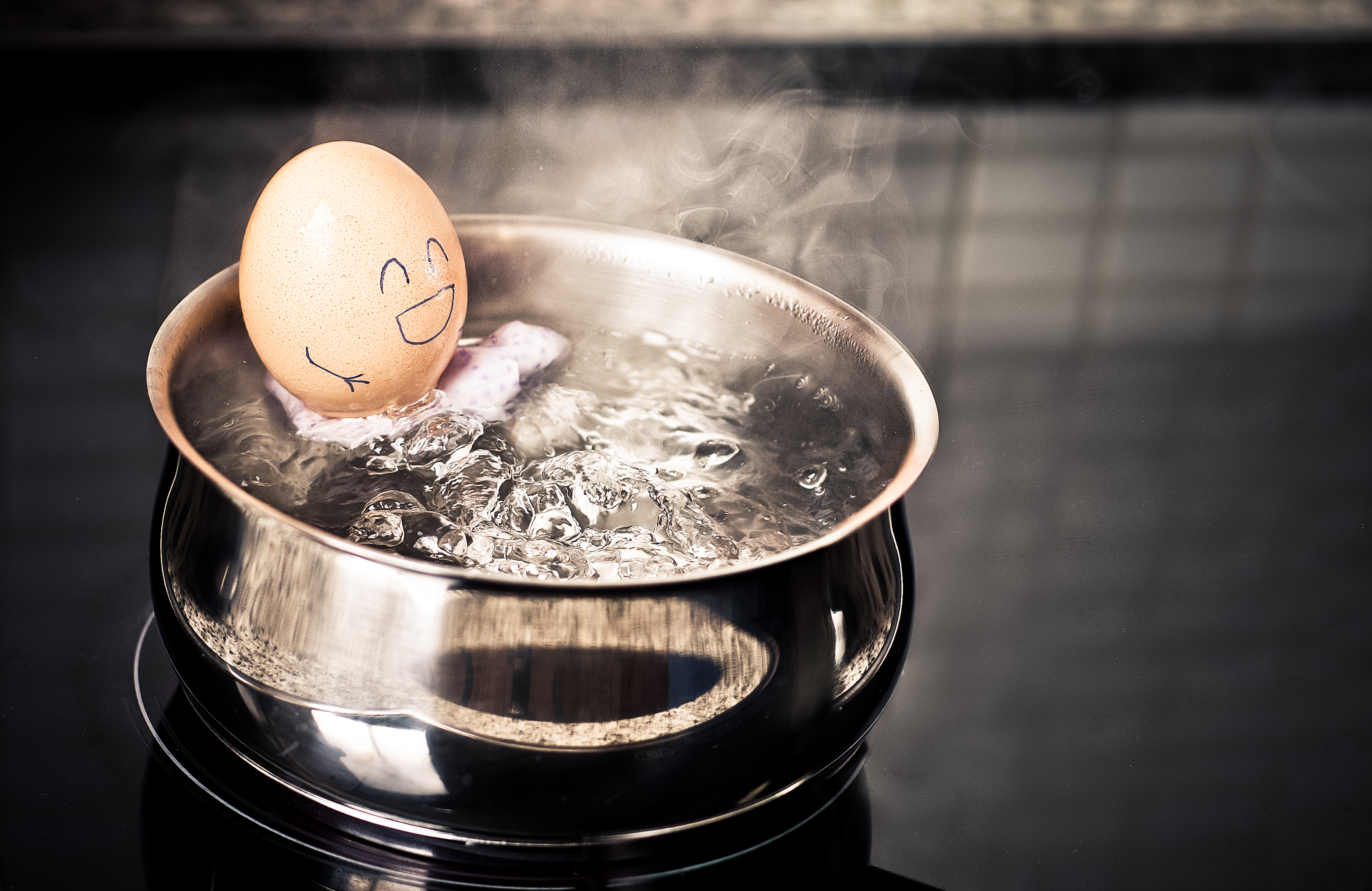
계란을 삶고 있다. 끓이기 조리라면 국물(계란의 경우 계란국)을 섭취하지만, 삶기에서는 삶은 계란만 건져내고 물은 버린다.

삶기(煮)는 식재료를 끓는 물에 넣고 가열하되, 물은 쓰지 않는 조리법이다. 끓이기가 식재료의 성분이 녹아든 국물까지 이용하는 데 비해 삶기는 어디까지나 투입하는 식재료를 익히는 것이 메인이지, 가열에 사용된 물은 대개 식용치 않는다.